# Якимук, Пётр Григорьевич
Пётр Григорьевич Якимук — советский хозяйственный и политический деятель.

## Биография
Родился в 1909 году. Член КПСС.
С 1925 года — работник в хозяйстве родителей, сезонный рабочий на агробазе, учащийся сельскохозяйственной профшколы, секретарь правления окружной колхозной секции, агроном сельскохозяйственной коммуны.
Окончил Харьковский институт механизации сельского хозяйства.
В 1936—1960 гг. — руководящий работник сельскохозяйственных органов в Украинской ССР, главный инженер Наркомзема Украинской ССР, заведующий сектором отдела сельского хозяйства ЦК КПСС.
В 1960—1966 гг. — первый заместитель Председателя Совета Министров, министр производства и заготовок сельскохозяйственных продуктов Киргизской ССР.
В 1966—1973 гг. — заместитель Министра мелиорации и водного хозяйства СССР.
Избирался депутатом Верховного Совета СССР 6-го созыва, Верховного Совета Киргизской ССР 5-6-го созывов.
Умер после 1977 года

## Награды
- Орден Трудового Красного Знамени (1945, 1948)
- Орден Знак Почёта (1957, 1964)

## Сочинения
- Якимук, П. Г. Справочник механика по мелиоративным машинам [Текст] : учебное пособие / П. Г. Якимук, С. Н. Никулин, В. Г. Песков. — М. : Колос, 1977. — 368 с.